# El fotógrafo de Mauthausen
El fotógrafo de Mauthausen (Brasil: O Fotógrafo de Mauthausen ) é um filme histórico de drama biográfico de 2018 dirigido por Mar Targarona e escrito por Roger Danès e Alfred Pérez Fargas.  O filme conta a história de Francisco Boix, que durante a Segunda Guerra Mundial ficou preso no complexo de campos de concentração Mauthausen. Mario Casas, que perdeu doze quilos para o papel, estrela como Boix com Macarena Gómez, Merc Rodríguez,  Alain Hernández e Richard van Weydan.

## Sinopse
Francesc Boix (Mario Casas) é um ex-soldado que lutou na Guerra Civil da Espanha preso no campo de concentração de Mauthausen durante a Segunda Guerra Mundial. Tentando sobreviver, ele se torna o fotógrafo do diretor do campo. Quando ele descobre que o Terceiro Reich perdeu para o exército soviético na batalha de Stalingrado, Boix torna sua missão salvar os registros dos horrores realizados no local.

## Elenco
- Mario Casas como Francisco Boix
- Richard van Weyden como Paul Ricken
- Alain Hernández como Valbuena
- Adrià Salazar como Anselmo
- Eduard Buch como Fonseca
- Stefan Weinert como Franz Ziereis
- Nikola Stojanovic como Bonarewitz
- Rubén Yuste como Rosales
- Allan Freman  Quatra
- Frank Feys como Popeye
- Marc Rodríguez como Enfermero
- Albert Mora como Músico
- Joan Negrié como Lejías
- Luka Peroš como Karl Schulz
- Rainer Reiners como Poschacher
- Toni Gomila como Francisco
- Macarena Gómez como Dolores
- Emilio Gavira como Alexander Katan (Preso A.K.)
- Soma Zámbori como Chmielewski
- Erik Gyarmati como Siegfried
- Marta Holler como Anna Pointner
- Dénes Ujlaky como Albert Pointner

## Prêmios e indicações
Prêmios Gaudí
| Ano                                | Categoria                     | Indicado(s) | Resultado |
| ---------------------------------- | ----------------------------- | ----------- | --------- |
| 2019                               |                               |             |           |
| Melhor direção de produção         | Eduard Vallès, Hanga Kurucz   | Venceu      |           |
| Melhor direção de arte             | Rosa Ros                      | Venceu      |           |
| Melhor figurino                    | Mercè Paloma                  | Venceu      |           |
| Melhor maquiagem e cabelo          | Caitlin Acheson, Jesús Martos | Venceu      |           |
| Melhor ator caodjuvante            | Alain Hernández               | Indicado    |           |
| Melhor ator                        | Mario Casas                   | Indicado    |           |
| Melhor canção original             | Diego Navarro                 | Indicado    |           |
| Melhores efeitos especiais         | Jordi San Agustín             | Indicado    |           |
| Melhor filme de idioma não catalão | El fotógrafo de Mauthausen    | Indicado    |           |

Prêmios Goya
| Ano                        | Categoria                     | Indicado(s) | Resultado |
| -------------------------- | ----------------------------- | ----------- | --------- |
| 2019                       |                               |             |           |
| Melhor direção de produção | Eduard Vallès, Hanga Kurucz   | Indicado    |           |
| Melhor direção de arte     | Rosa Ros                      | Indicado    |           |
| Melhor figurino            | Mercè Paloma                  | Indicado    |           |
| Melhor maquiagem e cabelo  | Caitlin Acheson, Jesús Martos | Indicado    |           |

Fotogramas de Plata
| Ano         | Categoria   | Indicado(s) | Resultado |
| ----------- | ----------- | ----------- | --------- |
| 2019        |             |             |           |
| Melhor ator | Mario Casas | Indicado    |           |